# Zimowe Igrzyska Olimpijskie 1998
XVIII Zimowe Igrzyska Olimpijskie odbyły się na terenie Japonii (głównie w miejscowości Nagano) w 1998 roku. Startowało 2117 zawodników z 72 krajów.

## Wybór gospodarza
Do organizacji zimowych igrzysk olimpijskich w 1998 roku kandydowało pięć miast: Aosta, Jaca, Nagano, Östersund oraz Salt Lake City. W czerwcu 1991 roku w Birmingham, Międzynarodowy Komitet Olimpijski wybrał z tego grona miasto organizatora igrzysk.
| Wyniki głosowania na gospodarza Zimowych Igrzysk Olimpijskich 1998 | Wyniki głosowania na gospodarza Zimowych Igrzysk Olimpijskich 1998 | Wyniki głosowania na gospodarza Zimowych Igrzysk Olimpijskich 1998 | Wyniki głosowania na gospodarza Zimowych Igrzysk Olimpijskich 1998 | Wyniki głosowania na gospodarza Zimowych Igrzysk Olimpijskich 1998 | Wyniki głosowania na gospodarza Zimowych Igrzysk Olimpijskich 1998 | Wyniki głosowania na gospodarza Zimowych Igrzysk Olimpijskich 1998 |
| ------------------------------------------------------------------ | ------------------------------------------------------------------ | ------------------------------------------------------------------ | ------------------------------------------------------------------ | ------------------------------------------------------------------ | ------------------------------------------------------------------ | ------------------------------------------------------------------ |
| Miasto                                                             | Państwo                                                            | Runda 1                                                            | Dogrywka 2                                                         | Runda 3                                                            | Runda 4                                                            | Runda 5                                                            |
| Nagano                                                             | Japonia                                                            | 21                                                                 | –                                                                  | 30                                                                 | 36                                                                 | 46                                                                 |
| Salt Lake City                                                     | Stany Zjednoczone                                                  | 15                                                                 | 59                                                                 | 27                                                                 | 29                                                                 | 42                                                                 |
| Östersund                                                          | Szwecja                                                            | 18                                                                 | –                                                                  | 25                                                                 | 23                                                                 | –                                                                  |
| Jaca                                                               | Hiszpania                                                          | 19                                                                 | –                                                                  | 5                                                                  | –                                                                  | –                                                                  |
| Aosta                                                              | Włochy                                                             | 15                                                                 | 29                                                                 | –                                                                  | –                                                                  | –                                                                  |

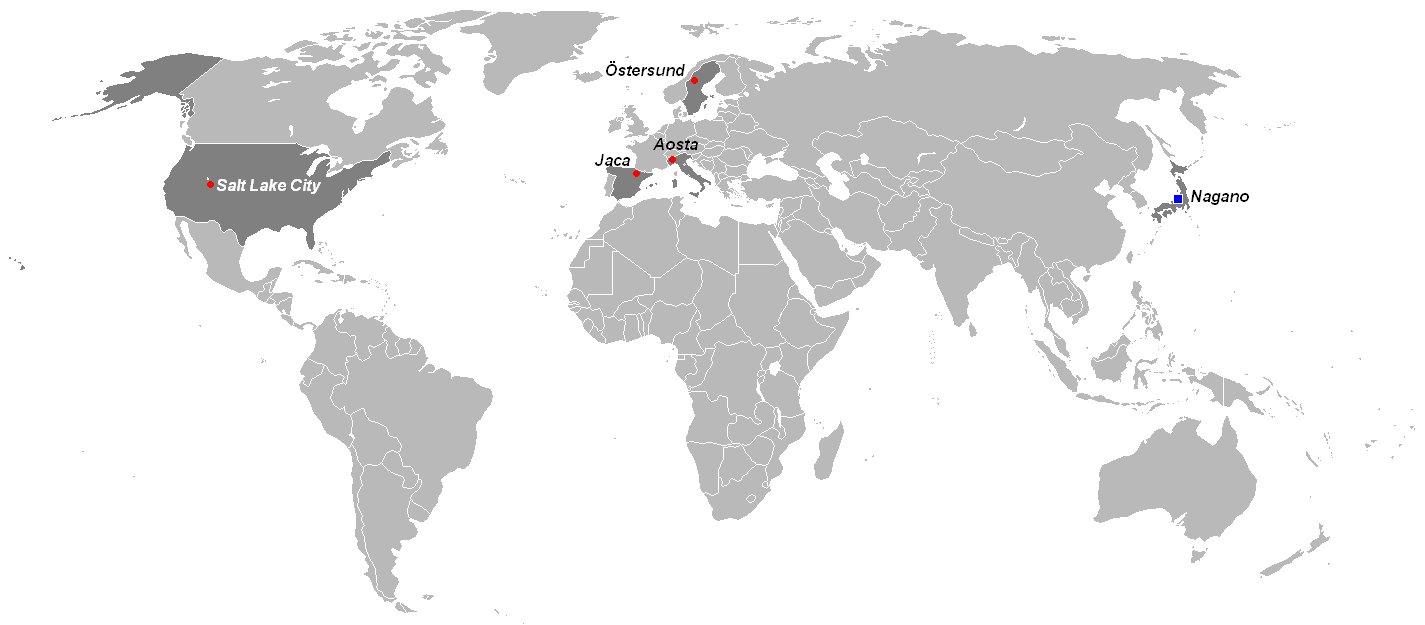
Miasta starające się o organizację XVIII Zimowych Igrzyskach Olimpijskich

Ostatecznie gospodarza wyłoniono 15 czerwca 1991 roku, podczas 97. sesji Międzynarodowego Komitetu Olimpijskiego w Birmingham. W piątej turze głosowania, z liczbą 46 głosów, zwyciężyło japońskie Nagano. Do ostatniej tury głosowania dotarły, zgodnie z oczekiwaniami, Nagano i Salt Lake City. W finałowej rundzie, podobnie jak we wszystkich poprzednich, górą była japońska oferta, która wynikiem 46:42 zwyciężyła z amerykańską kandydaturą. Tym samym ZIO po 26 latach przerwy miały powrócić do Japonii. 
Jeszcze przed dniem głosowania pojawiały się głosy, jakoby komitet organizacyjny igrzysk w Nagano korumpował głosujących w wyborach członków MKOl. Podczas wizytacji Japończycy mieli obsypywać oficjeli upominkami o łącznej wartości 0,5 miliona dolarów, a już w samym Birmingham sprezentować głosującym najnowocześniejsze kamery wideo. Kilka lat później głoszono także, iż niektórym członkom MKOl za przychylny głos proponowano 100 tysięcy dolarów. Japończycy do dziś odpierają te wszystkie zarzuty.
Do nieprawidłowości dochodziło najprawdopodobniej także już po otrzymaniu organizacji imprezy. W Japonii krążyły plotki na temat korupcji, do jakiej miało dojść podczas podpisywania kontraktów budowlanych. Wystarczy wspomnieć, iż zniszczone zostały wszystkie dokumenty z wykazem wydatków reprezentatywnych, a także tych poniesionych w trakcie starań o zimowe igrzyska olimpijskie. To nie był jednak koniec problemów, albowiem przygotowania olimpijskich obiektów były często torpedowane przez ekologów i przepisy regulujące ochronę środowiska. Rywalizację biathlonistów musiano przenieść z Hakuby do Nozawa Onsen, ponieważ strzały z karabinków mogły naruszyć spokój lęgu jastrzębia zwyczajnego. Trasa biegu zjazdowego została z kolei na prośbę MKOl przeniesiona na wyższą wysokość z powodu znajdującego się nieopodal parku ochrony przyrody. Japończycy wnieśli jednak do ZIO także nowoczesną technologię. Wprowadzono skanery tęczówki, mające dla bezpieczeństwa sprawdzać biathlonistów przed odbiorem karabinków. Na skoczniach narciarskich, zamontowano sprzęt Seiko – aparaty wykonujące 100 zdjęć na sekundę – dzięki któremu można było po raz pierwszy w historii wykonać automatyczny pomiar odległości.
XVIII Zimowe Igrzyska Olimpijskie rozpoczęły się 7 lutego 1998 roku, ceremonią otwarcia na Stadionie Olimpijskim w Nagano. Do Japonii przybyło 2176 sportowców z 72 państw. Po sześciu latach przerwy do rywalizacji na ZIO powróciły Indie, Irlandia, Jugosławia i Korea Północna, zaś po dwudziestu dwóch – Iran. Olimpijski debiut na największej zimowej imprezie sportowej zaliczyły z kolei zespoły Azerbejdżanu, Kenii, Macedonii, Urugwaju i Wenezueli. W porównaniu z zawodami w Lillehammer, do Nagano nie przyleciały ekipy Fidżi, Meksyku, Samoa Amerykańskich, San Marino i Senegalu.  Znicz olimpijski zapaliła Midori Ito, wicemistrzyni olimpijska w łyżwiarskiej konkurencji solistek z 1992 roku.

## Dyscypliny olimpijskie
- Biathlon
- Biegi narciarskie
- Bobsleje
- Curling
- Hokej na lodzie
- Kombinacja norweska
- Łyżwiarstwo figurowe
- Łyżwiarstwo szybkie
- Narciarstwo alpejskie
- Narciarstwo dowolne
- Saneczkarstwo
- Short track
- Skoki narciarskie
- Snowboarding

## Państwa uczestniczące

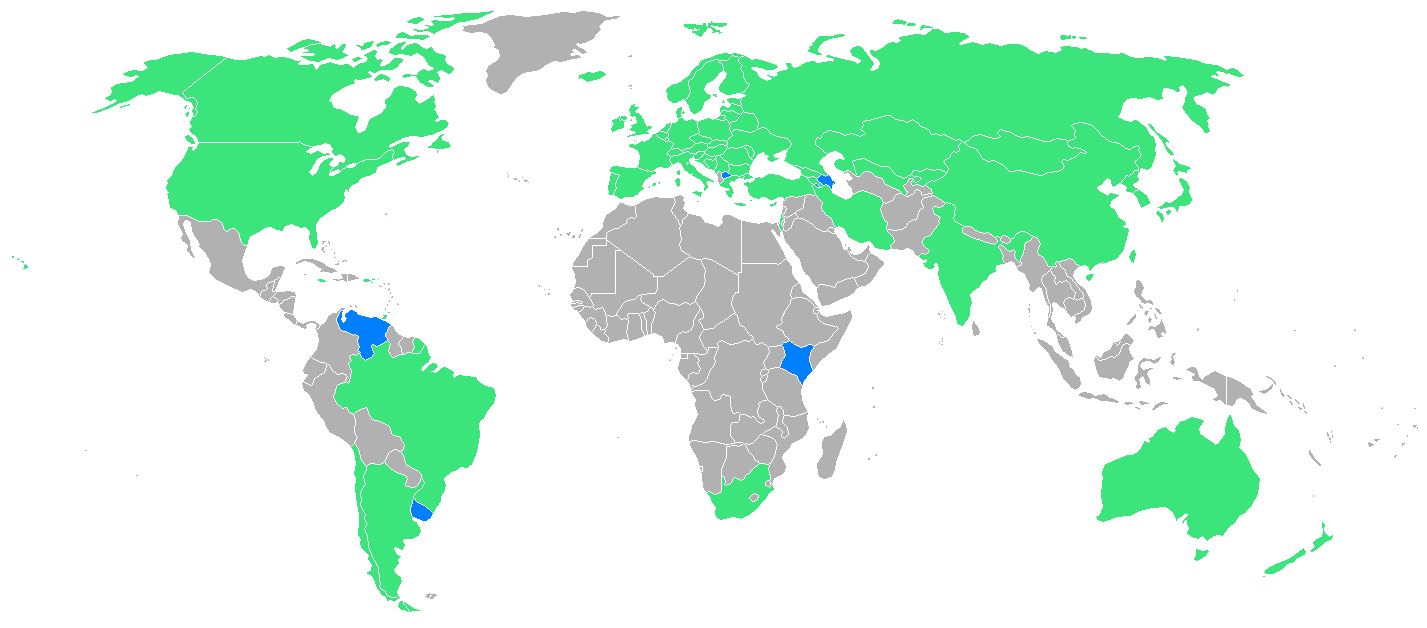
Państwa biorące udział w XVIII Zimowych Igrzyskach Olimpijskich

Na zimowych igrzyskach w Nagano zadebiutowało 5 państw: Azerbejdżan, Kenia, Macedonia, Urugwaj i Wenezuela.
| - Andora - Argentyna - Armenia - Australia - Austria - Azerbejdżan - Belgia - Bermudy - Białoruś - Bośnia i Hercegowina - Brazylia - Bułgaria - Chile - Chiny - Chińskie Tajpej - Chorwacja - Cypr - Czechy |  | - Dania - Estonia - Finlandia - Francja - Grecja - Gruzja - Hiszpania - Holandia - Indie - Iran - Irlandia - Islandia - Izrael - Jamajka - Japonia - Jugosławia - Kanada - Kazachstan |  | - Kenia - Kirgistan - Korea Południowa - Korea Północna - Liechtenstein - Litwa - Luksemburg - Łotwa - Macedonia - Mołdawia - Monako - Mongolia - Niemcy - Norwegia - Nowa Zelandia - Polska - Portoryko - Portugalia |  | - Południowa Afryka - Rumunia - Rosja - Słowacja - Słowenia - Stany Zjednoczone - Szwajcaria - Szwecja - Trynidad i Tobago - Turcja - Ukraina - Urugwaj - Uzbekistan - Wenezuela - Węgry - Wielka Brytania - Włochy - Wyspy Dziewicze Stanów Zjednoczonych |

## Klasyfikacja medalowa
| Lp. | Kraj              | złoto | srebro | brąz | razem |
| --- | ----------------- | ----- | ------ | ---- | ----- |
| 1   | Niemcy            | 12    | 9      | 8    | 29    |
| 2   | Norwegia          | 10    | 10     | 5    | 25    |
| 3   | Rosja             | 9     | 6      | 3    | 18    |
| 4   | Kanada            | 6     | 5      | 4    | 15    |
| 5   | Stany Zjednoczone | 6     | 3      | 4    | 13    |
| 6   | Holandia          | 5     | 4      | 2    | 11    |
| 7   | Japonia           | 5     | 1      | 4    | 10    |
| 8   | Austria           | 3     | 5      | 9    | 17    |
| 9   | Korea Południowa  | 3     | 1      | 2    | 6     |
| 10  | Włochy            | 2     | 6      | 2    | 10    |

## Osiągnięcia Reprezentacji Polski
| Osiągnięcia Reprezentacji Polski | Osiągnięcia Reprezentacji Polski | Osiągnięcia Reprezentacji Polski | Osiągnięcia Reprezentacji Polski | Osiągnięcia Reprezentacji Polski |
| dyscyplina                       | konkurencja                      | reprezentant                     | miejsce                          |                                  |
| -------------------------------- | -------------------------------- | -------------------------------- | -------------------------------- | -------------------------------- |
| narciarstwo alpejskie            | kombinacja alpejska              | Andrzej Bachleda-Curuś           | 5.                               |                                  |
| biathlon                         | 4x7,5 km                         | sztafeta męska                   | 5.                               |                                  |
| biathlon                         | 7,5 km                           | Anna Stera-Kustusz               | 6.                               |                                  |
| skoki narciarskie                | skoki drużynowe                  | Reprezentacja narodowa           | 8.                               |                                  |
| łyżwiarstwo figurowe             | pary sportowe                    | Dorota Zagórska i Mariusz Siudek | 10.                              |                                  |